# Henri Berr
Pour les articles homonymes, voir Berr.
Signature
Henri Fernand Berr né le 31 janvier 1863 à Lunéville (Meurthe-et-Moselle) et mort le 19 novembre 1954 à Paris, est un philosophe français, fondateur de la Revue de Synthèse historique (1900) publiée depuis 1931 sous le titre Revue de synthèse.

## Biographie
Henri Berr entre à l'École normale supérieure de la rue d'Ulm en 1881 et étudie la philosophie avec Émile Boutroux. Il devient professeur de rhétorique à Douai, puis à Tours et enfin au lycée Henri-IV.
Il épouse Cécile Halphen, dont le frère, Jacques Halphen (1880-1964), ingénieur des Arts et Manufactures et président de la Compagnie industrielle des pétroles, se marie avec la fille d'Émile Durkheim. Il est de la famille de l'homme de lettres et chevalier de la Légion d'honneur Émile Berr,, du comédien sociétaire de la Comédie-Française Georges Berr, de l'acteur Jean-Pierre Aumont et du cinéaste François Villiers.
L’objectif de Henri Berr en fondant la Revue de synthèse historique était de répondre aux excès de l’érudition et du cloisonnement des disciplines et, en particulier, à la défiance de certains historiens (tels Charles Seignobos) à l'encontre de la sociologie et de l’École de Durkheim.
Une dizaine d'années après cette création, il lança la collection encyclopédique L'Évolution de l'humanité dont les premiers volumes, prêts dès 1914, sont publiés aux éditions La Renaissance du livre après la Première Guerre mondiale. Du milieu des années 1930 jusqu'aux années 2000, cette collection et la Revue de synthèse ont été publiées aux Éditions Albin Michel. Aujourd'hui, la collection y demeure, accompagnée d'une série complémentaire de rééditions de référence intitulée Bibliothèque de synthèse historique. La Revue de synthèse quant à elle, est aujourd'hui publiée par Brill.
C'est dans L'Évolution de l'humanité que la nouvelle école historique française s'est affirmée, notamment avec les ouvrages de Marc Bloch et de Lucien Febvre (les deux fondateurs de l'école des Annales), aux côtés d'auteurs plus classiques ou bien de philosophes novateurs en histoire des sciences, tel Abel Rey, ou encore d'élèves du sociologue Émile Durkheim, tel Henri Hubert.
Si la conception de la synthèse historique strictement berrienne ne s'est pas imposée comme doctrine, l'action de Henri Berr à la Revue, dans l'animation avec Lucien Febvre de la collection, dans la création en 1925 de la Fondation Pour la science et de son Centre international de synthèse, dans la création et l'organisation des Semaines de synthèse fut déterminante dans la formation d'un style de recherche qu'on a ensuite qualifié d'interdisciplinaire.
Il est nommé commandeur de la Légion d'honneur le 6 février 1952.

## Principaux ouvrages

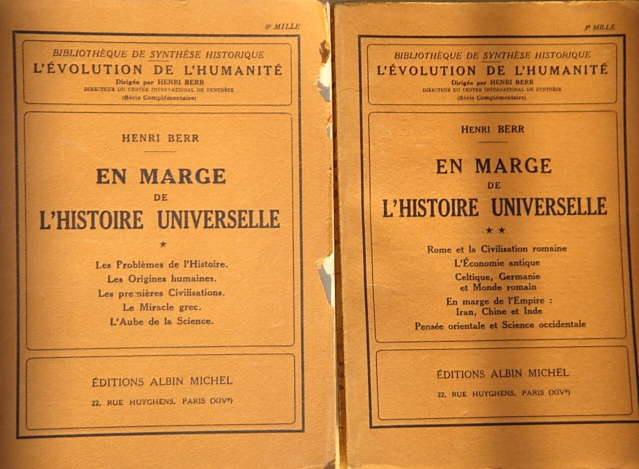
En marge de l'histoire universelle, 2 volumes qui posent les principes de la Bibliothèque de synthèse historique.

- Vie et science. Lettres d'un vieux philosophe strasbourgeois et d'un étudiant parisien. Paris, Armand Colin, 1894.
- La Synthèse des connaissances et l'histoire. Essai sur l'avenir de la philosophie, Paris, Hachette, 1898 (thèse de doctorat).
- L'Avenir de la philosophie. Esquisse d'une synthèse des connaissances fondée sur l'histoire. Paris, Hachette, 1899 (réédition de la thèse).
- Peut-on refaire l'unité morale de la France ?. Paris, Armand Colin, 1901.
- La Synthèse en histoire. Essai critique et théorique, Paris, Félix Alcan, coll. «Bibliothèque de philosophie contemporaine», 1911.
- La Guerre allemande et la paix française. Paris, La Renaissance du livre, 1919.
- L'Histoire traditionnelle et la Synthèse historique. Paris, Félix Alcan, coll. «Bibliothèque de philosophie contemporaine», 1921.
- L'Encyclopédie et les encyclopédistes. Paris, Bibliothèque nationale, 1932 (exposition organisée par le Centre international de synthèse ; avant-propos de Henri Berr).
- En marge de l'histoire universelle. Paris, La Renaissance du livre, vol. 1, 1934 (plusieurs rééditions jusqu'à : Paris, Albin Michel, vol. 2, 1953)
- L'Hymne à la vie. Roman, Paris, Albin Michel, 1945.
- Problèmes d'avenir. Le Mal de la jeunesse allemande, Paris, Albin Michel, 1946.
- Allemagne, le contre et le pour. Paris, Albin Michel, 1950.
- La Synthèse en histoire. Son rapport avec la synthèse générale. Paris, Albin Michel, 1953 (nouvelle édition).
- La Montée de l'esprit. Bilan d'une vie et d'une œuvre. Paris, Albin Michel, 1955.
- Du Scepticisme de Gassendi (traduction de la thèse latine soutenue par Henri Berr en 1898). Paris, Albin Michel, 1960.